# Mers-el-Kébir

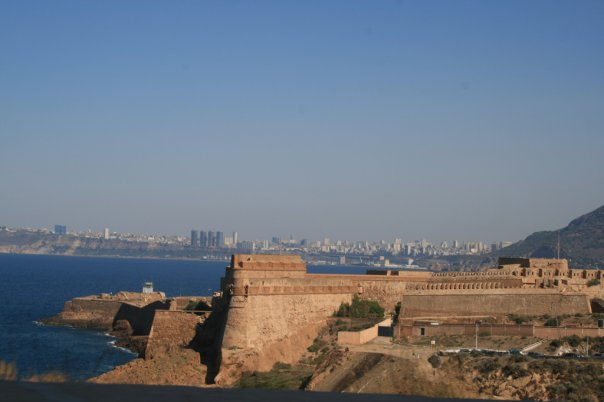
Fästningen i Mers-el-Kébir, med storstaden Oran skymtandes i bakgrunden.

Mers-el-Kébir är en hamnstad i nordvästra Algeriet och är belägen vid Medelhavet nära Oran i Oranprovinsen. Folkmängden i kommunen uppgick till 16 970 invånare vid folkräkningen 2008, varav 15 639 bodde i centralorten.

## Historia
Mers-el-Kébir var ursprungligen en romersk hamn, men blev en del av Almohadernas rike på 1100-talet, föll under härskarna i Tlemcens styre på 1400-talet och blev ett centrum för pirater omkring 1492. Den ockuperades omväxlande av osmanska turkar, portugiser och spanjorer. Spanjorerna intog staden 1505 under Kardinal Cisneros och höll den till 1792.
Fransmännen ockuperade staden 1830 och förstärkte hamnen 1868 med fyren "Saint André de Mers-el-Kébir" (förstördes under andra världskriget). Efter Frankrikes fall 1940 samlades delar av den franska flottan i hamnen. Den 3 juli 1940 attackerade Styrka H från Royal Navy den franska flottan vid Mers-el-Kébir för att förhindra att den föll i tyska händer.
Évianavtalet den 18 mars 1962 erkände Algeriets självständighet, men tillät att Frankrike behöll sin bas i 15 år. Fransmännen drog sig dock tillbaka efter fem år.